# Out of Myself
Out of Myself è il primo album in studio del gruppo musicale polacco Riverside, pubblicato il 15 dicembre 2003.

## Descrizione
Si tratta dell'unica pubblicazione ufficiale del gruppo a figurare il tastierista Jacek Melnicki, che abbandonò la formazione una volta completati i nove brani dell'album.
Originariamente distribuito in maniera indipendente e senza un'etichetta, il 21 settembre 2004 l'album è stato ripubblicato dalla The Laser's Edge per il mercato internazionale con una nuova copertina realizzata da Travis Smith, mentre il 29 giugno 2005 la Mystic Production lo ha ripubblicato con la copertina originale nel mercato polacco. Il 16 marzo 2009 è stato pubblicato per la prima volta nel formato vinile dalla Primal Vinyl Records in tiratura limitata a mille copie.
Il 12 febbraio 2021 la Inside Out Music ha ripubblicato Out of Myself in edizione digipak e vinile con CD aggiuntivo; per l'occasione l'audio è stato rimasterizzato da Dan Swanö.

## Tracce
Testi di Mariusz Duda, musiche dei Riverside.
1. The Same River – 12:01
2. Out of Myself – 3:44
3. I Believe – 4:15
4. Reality Dream – 6:15
5. Loose Heart – 4:51
6. Reality Dream II – 4:45
7. In Two Minds – 4:39
8. The Curtain Falls – 7:59
9. OK – 4:47

## Formazione
Gruppo
- Piotr Grudzinski – chitarra
- Mariusz Duda – voce, basso, chitarra acustica
- Piotr Kozieradzki – batteria
- Jacek Melnicki – tastiera

Altri musicisti
- Krzysztof Melnicki – trombone (traccia 9)

Produzione
- Riverside – produzione
- Jacek Melnicki – registrazione
- Magda Srzedniccy – missaggio
- Robert Srzedniccy – missaggio
- Grzegorz Piwkowski – mastering

## Classifiche
| Classifica (2021) | Posizione massima |
| ----------------- | ----------------- |
| Germania          | 13                |